# نقض حقوق اقلیت‌ها در جمهوری اسلامی ایران
نقض حقوق اقلیت‌ها توسط نظام جمهوری اسلامی ایران در مسائل مختلف نظیر اعتقادات، قومیت، جنسیت، گرایش‌های جنسی و موارد دیگر صورت گرفته‌است.

## نقض حقوق اقلیت‌های دینی
در حکومت جمهوری اسلامی، خداناباوران، دین‌ناباوران، بهائیان، درویشان گنابادی، یارسانی‌ها، شیطان‌پرستان، مندائیان، سیک‌های ایران، رائلیان و همهٔ مسلمانانی که به کیش دیگری بگروند (نوکیشان اسلام‌ناباور)، فاقد هرگونه حقوق شهروندی، قانونی و بشری هستند.

## اقلیت‌های عقیدتی
در حکومت جمهوری اسلامی، زندانیان عقیدتی و سیاسی به‌گونه سیستماتیک شکنجه شده و حقوق انسانی‌شان مانند حقوق انسانی معلمان، استادان دانشگاه، کنشگران سیاسی و مدنی، کارگران و نیز اقلیت‌های عقیدتی…، نقض می‌شود.
در سال ۲۰۱۶ میلادی، دست‌کم ۱۱۵ نفر اهل سنت، ۸۰ بهائی، ۲۶ نفر نوکیش مسیحی، ۱۸ درویش و ۱۰ یارسانی به دلیل گرایش دینی یا فعالیت در زمینه دینشان در زندان بودند.

### اقلیت‌های عقیدتی دینی رسمی
روحانیون در اوایل انقلاب ۱۳۵۷، با درخواست نمایندگان جامعه‌های غیرمسلمان (همچون: یهودیان، بهائیان و زرتشتیان…) مبنی بر به رسمیت شناخته شدن دین‌هایشان به عنوان دین‌های رسمی کشور مخالفت کردند و بر این اصرار کردند که نامسلمانان باید مشمول «ذمه» به‌شمار روند. در نهایت اصل ۱۳ قانون اساسی با تنها ۶ رأی مخالف (چهار نماینده غیرمسلمان و دو نماینده دیگر) به تصویب رسید. بر طبق این اصل
ایرانیان زرتشتی، کلیمی، و مسیحی تنها اقلیت‌های دینی شناخته می‌شوند که در حدود قانون در انجام مراسم دینی خود آزادند و در احوال شخصیه و تعلیمات دینی بر طبق آیین خود عمل می‌کنند.
به باور عده‌ای، ذکر قید «تنها اقلیت‌های دینی» در این اصل در نهایت باعث شد تا دیگر جوامع دینی (از جمله بهائیان به عنوان بزرگ‌ترین جامعه دینی در ایران پس از مسلمانان) از داشتن حقوق شناخته شده محروم گردند.

#### زرتشتیان
پیروان آیین زرتشتی (مزدیسنا، بهی) نیز از سوی مراکز امنیتی رژیم جمهوری اسلامی، تحت آزار و محدودیت هستند. با سقوط حکومت پهلوی و به قدرت رسیدن جمهوری اسلامی، زرتشتیان عملاً بار دیگر به گروه «ذمیها» بازگشتند. با وجود اینکه آن‌ها توسط حکومت به رسمیت شناخته می‌شوند، اما معمولاً در زندگی روزانه از سوی همسایگان مسلمان خود با رفتار خوبی مواجه نمی‌شوند و به‌طور پراکنده هدف آزار و اذیت قرار دارند. مواردی ثبت شده‌است که زنان زرتشتی به صورت اجباری به عقد مردان مسلمان درآمدند و مجبور شدند تا علناً خود را مسلمان اعلام کنند. مهم‌تر از این، قوانینی وجود دارند که میان زرتشتیان و مسلمانان در زندگی روزمره فرق قائل می‌شوند که یادآور وضعیت زرتشتیان در دوران حکومت‌های اسلامی گذشته ایران است. مطابق قوانین موجود، اگر یک زرتشتی مسلمان شود، تمام ارث و میراث خانواده به او تعلق می‌گیرد. در صورتی که یک زرتشتی به صورت غیرعمد باعث مرگ یک مسلمان شود، با حکم اعدام مواجه می‌شود، اما اگر یک مسلمان با یک زرتشتی چنین کند، خطر مشابهی برای او وجود ندارد. به دلیل تبعیض‌هایی وجود دارد، آمار بیکاری در میان زرتشتیان بسیار بالاست و در نتیجه خیلی از ایرانیان زرتشتی در سال‌های اخیر به کشورهای اروپایی و آمریکای شمالی مهاجرت کرده‌اند.

#### مندائیان (صابئیان)
حقوق انسانی مندائیان (صابئان) با اینکه جزو اقلیت‌های دینی هستند، در حکومت جمهوری اسلامی در موارد قابل توجهی نقض می‌شود.

#### یهودیان
یهودی‌ستیزی در ایران به عقاید محمد و قرآن بازمی‌گردد. کشمکش‌های یهودیان با مسلمانان و همچنین قتل‌عام‌های مسلمانان بر ضد یهودیان نیز پیشینه‌ای طولانی دارد. چنین قتل‌عام‌هایی علیه یهودیان بنی‌نضیر و بنی‌قریظه، هیچگاه علیه مسیحیان وجود نداشته‌است. یهودیان در دوران باستان منجی و مسیح خود را کوروش بزرگ می‌دانستند. حال آنکه با حمله اعراب به ایران و ورود اسلام به ایران، روابط ایرانیان و یهودی‌تباران به دلایل مذهبی و عقیدتی به شدت خدشه‌دار شده‌است. مسئله یهودی‌ستیزی در ایران، سیستماتیک و نهادینه شده‌است. در حکومت جمهوری اسلامی ایران، یهودی‌ستیزی و صهیونیسم‌ستیزی و اسرائیلی‌ستیزی همگی دارای یک بار معنایی می‌باشند و هیچ‌گونه تفاوتی قائل نمی‌شوند.
حکومت جمهوری اسلامی، اتهاماتی را که علیه یهودیان وارد کرده، به هیچ گروهی وارد نکرده‌است؛ وجود پدیده هولوکاست، گروه‌های اسلام‌گرای تندرو مانند داعش، همجنس‌گرایی، آئین بهائیت، جنبش فمنیسم، فراماسونری، و دیگر مسائل، همگی را توطئه یهودیان برای نابودی اسلام و جمهوری اسلامی می‌دانند؛ برخی از کارشناسان اپوزیسیون می‌گویند که حکومت جمهوری اسلامی همیشه خطاها و ناکامی‌هایش را به گردن آمریکا و اسرائیل می‌اندازد و از مکانیسم دفاعی فرافکنی استفاده می‌کند. چنین بدگمانی و تفکرات هجومی مقامات جمهوری اسلامی ایران به اسرائیل را در علم اختلالات روان‌شناسی، پارانویا می‌نامند. انکار هولوکاست در ایران، سیاست خصمانه و پیاپی علیه یهودیان و اسرائیل، نوشتن جمله «اسرائیل باید از صفحه روزگار محو شود» روی بدنه موشک‌های بالستیک، بیان عبارت «اسرائیل ۲۵ سال آینده را نخواهد دید» توسط علی خامنه‌ای، نفرت‌پراکنی اکبر عبدی در سال ۲۰۱۳ میلادی علیه یهودیان به کار بردن عبارت رژیم اشغالگر قدس و رژیم صهیونیستی، نوعی یهودستیزی به‌شمار می‌آید.
فدراسیون یهودیان ایرانی–آمریکایی، اعلام کرده‌است که مقامات ایرانی هیچ اطلاعاتی را دربارهٔ ۱۱ مرد یهودی که در ۱۹۹۴ و ۱۹۹۷ ناپدید شدند، نداده‌اند
نظام آموزشی جمهوری اسلامی ایران کودکان یهودی را در استفاده از کتب غیر مذهبی یهودی محدود می‌کند و مدارس یهودی را ملزم به باز نگهداشتن مدارس در روز شنبه می‌کند. در مورد سطح ترقی یهودیان از نظر مشاغل تخصصی و به ویژه در دستگاه دولت محدودیت‌هایی وجود دارد.

سید علی خامنه‌ای در سخنرانی ۲۹ تیر ۱۳۷۴ گفت دولت بی اصل و نسب؛ دولت جعلی؛ ملتِ دروغی. از اطراف دنیا آدم‌های شریر را گرد آوردند و ملغمه‌ای به اسم اسرائیل درست کردند. این ملّت است؟! هر جا یهودی‌های شریر و خبیثی بودند، در آنجا جمع شدند.

#### مسیحیان
حکومت جمهوری اسلامی ایران، بیش از ۱۰۰ مسیحی را در عرض یک هفته، دستگیر کرده‌است و گروه فعالان مسیحی درب‌های باز (Christian advocacy group Open Doors) در تاریخ ۲۰ آذر ۱۳۹۷ گفته‌است که حکومت ایران، بی‌رحمانه پیروان مسیحی را در جمهوری اسلامی سرکوب می‌کند و این افزایش شدید دستگیری‌ها، به شدت، نگران کننده‌است.
در جمهوری اسلامی ایران، مسلمانانی که مسیحی شوند (نوکیش)، به اعدام یا زندان…، محکوم می‌شوند.
محمدتقی بهجت دربارهٔ طهارت اهل نصار و یهود در پاسخ به سؤال ۳۶۴: «نظر اسلام را دربارهٔ مسیحی، کلیمی، {{یهودی}} و زرتشتی بفرمایید»؛ فتوا داده‌است «همه نجس و کافر هستند»

##### موارد گزارش شده
- سه نوکیش مسیحی به نام‌های بابک حسین‌زاده، بهنام اخلاقی و صاحب فدایی، به دلیل مسیحی شدن، توسط حکومت جمهوری اسلامی به حبس‌های بلندمدت محکوم شده‌اند.[۴۵]
- سعید عابدینی؛
- یوسف ندرخانی.

##### وادار کردن زندانیان ارمنی‌زاده به نماز خواندن
مهرداد نشاطی ملکیانس، زندانی عقیدتی-سیاسی می‌گوید که ارمنی بود؛ ولی بعدها کمونیست (عضو سازمان چریک‌های فدایی خلق) شد، با شلاق، شکنجه می‌شد تا نماز بخواند.

#### سنیان
با وجود اینکه جمهوری اسلامی ایران رسماً یک حکومت شیعه اثنی‌عشری است، اقلیت‌های قومی متعددی هستند که پیرو مذهب تسنن بوده‌اند و تابع حکومت مرکزی نبوده‌اند. از کشتار کردهای ایران توسط حکومت مرکزی می‌توان کشتار قارنا را نام برد. شکنجه و کشتار کردهای ایران تا به امروز توسط جمهوری اسلامی ادامه دارد.

### اقلیت‌های عقیدتی دینی غیررسمی

#### دین‌ناباوران (خداناباورانودادارباوران)
«شلاق می‌زدند که نماز بخوانیم».
عفت ماهباز، زندانی سیاسی در دهه ۱۳۶۰

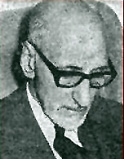
علی دشتی به دلیل انتشار کتاب ۲۳ سال شکنجه و به اعدام، محکوم شد.

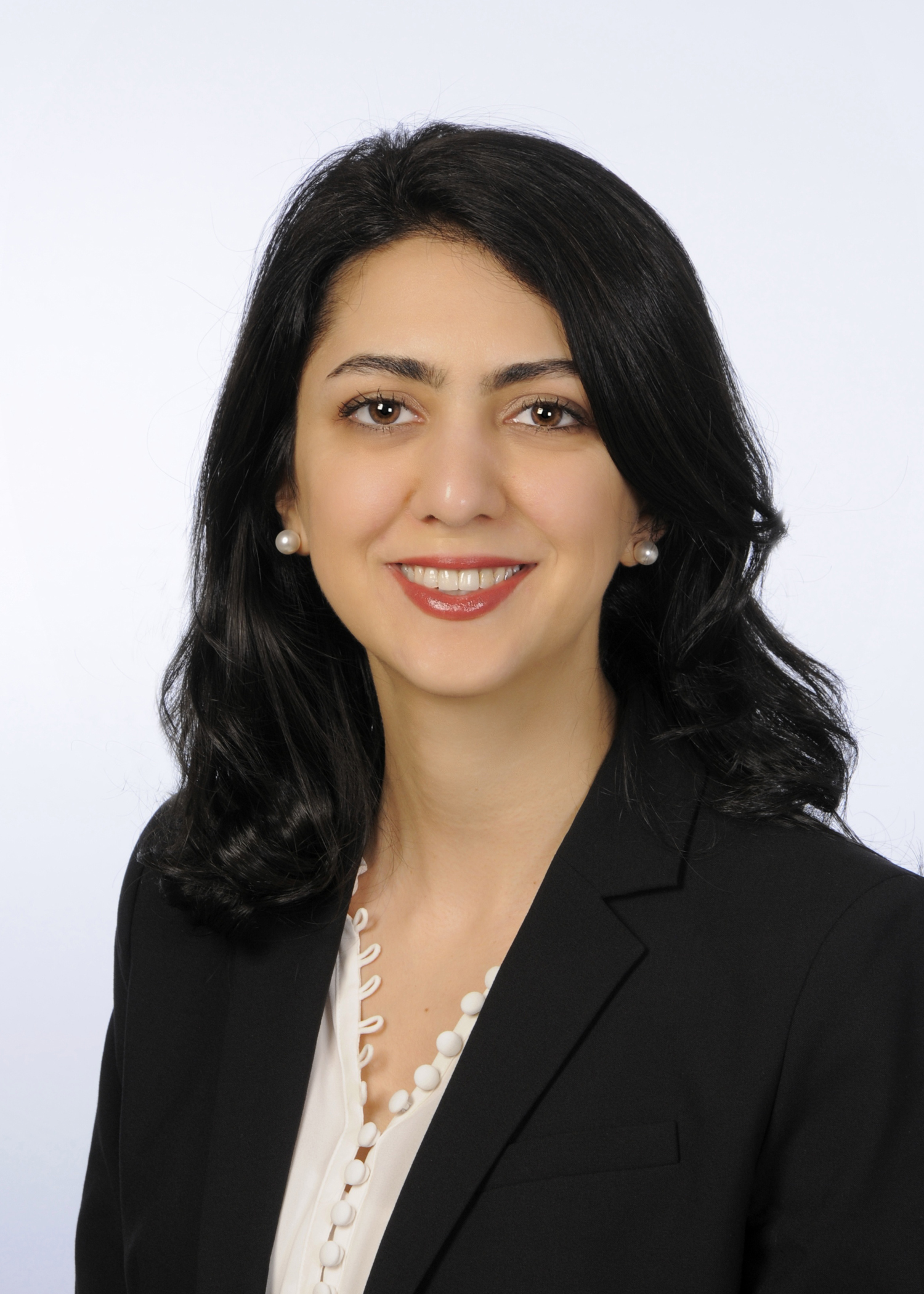
حبیب‌الله آشوری به اتهام ارتداد و مخالفت با حکومت، توسط حکومت جمهوری اسلامی، اعدام شد.

حسین سودمند نوکیش مسیحی‌ای که در زندان مشهد، به اتهام ارتداد، اعدام شد.

قربان دردی تورانی به دلیل گرویدن به مسیحیت، توسط حکومت جمهوری اسلامی، کشته شد.

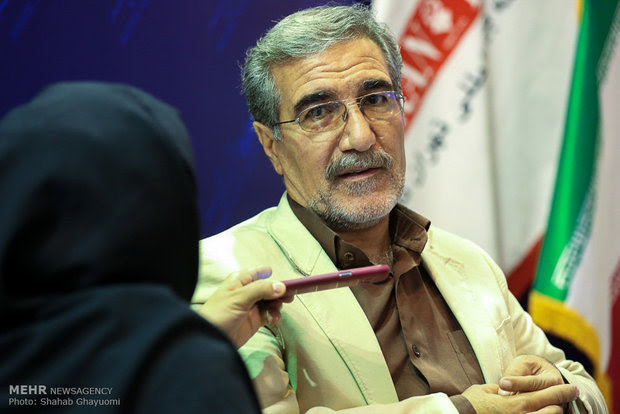
مهدی دیباج به دلیل گرویدن به مسیحیت، به دست برخی از مأموران جمهوری اسلامی، کشته شد.

در حکومت جمهوری اسلامی، دین‌ناباوران (آتئیست، کمونیست، دادارباور، ندانم‌گرا) و مرتدان، سرکوب (اعدام یا زندانی…) می‌شوند؛
افراد خداناباور (آتئیست) نیز اگر باورشان را آشکار کنند، با کیفر مرگ (اعدام) روبه‌رو می‌شوند.

##### شیطان‌پرستان
مقاله اصلی: نقض حقوق شیطان‌پرستان در جمهوری اسلامی
در ایران مجازات شیطان‌پرستان، برابر با مرگ (اعدام) می‌باشد و ضمناً هرگونه آسیب و آزار رساندن به آن‌ها نیز از دید قوه قضاییه، مُجاز است. قاضی صفر خاکی، دادیار دادسرای جنایی تهران در پاسخ به این سؤال که آیا قانون کشور ایران در رابطه با شیطان‌پرستان چه می‌گوید؟ گفت که از نظر قانونی هر نوع خروج از اسلام و مقابله با خداوند، ارتداد به‌شمار می‌رود و اگر از نوع فطری باشد یعنی که خودش مسلمان یا از والدین مسلمان باشد حکمش اعدام است.

##### نوکیشان (مرتدان)
کسانی که از دین اسلام، روی‌گردان شوند، حکمشان اعدام است.

##### قوانین جمهوری اسلامی ایران دربارهٔ خداناباوری
ایران قوانین سختگیرانه‌ای دربارهٔ خداناباوران یا به‌طور کلی، افراد مرتد دارد، زیرا در قوانین اسلامی، حکم ارتداد برای مرد اعدام (چه توبه کند یا نکند) و برای زن، حبس ابد (در صورت عدم توبه) است. برطبق گزارش اتحادیه جهانی انسان‌گرا و اخلاق‌گرا، در مقایسه با سایر کشورها، افراد مرتد در کشورهای اسلامی با شدیدترین برخورد روبرو می‌شوند. ایران یکی از هفت کشوری است که مجازات افراد مرتد در آن، اعدام است. افراد مرتد در ایران، شهروند حساب نمی‌شوند و از حق و حقوق شهروندی نیز، محرومند؛ آنها برای برخورداری از این حق و حقوق، باید خود را جزو یکی از چهار دین رسمی در کشور، اعلام کنند (اسلام، مسیحیت، یهودیت و زرتشتیت). تاکنون افراد بسیاری در ایران به‌خاطر مرتد شدن، به زندان رفته یا اعدام شده‌اند. سینا دهقان، آتئیست، یکی از چنین افرادی است. مشکلات او با حکومت از زمانی شروع شد که وی تصمیم می‌گیرد یک کانال در لاین برای نوشتن ایده‌های خود در نقد اسلام و قرآن ایجاد کند. سپس ماجرایی برای او اتفاق می‌افتد: 
 ۲۱ اکتبر ۲۰۱۵ بود و من از مرکز آموزش خدمت سربازی به خانه برمی‌گشتم، جایی که در میانه راه، توسط سازمان اطلاعات ایران (اطلاعات سپاه) دستگیر شدم تا مرا به زندان مرکزی اراک بفرستند. پس از شکنجه و بازجویی طولانی تحت فشار شدید، آن‌ها مرا مجبور به اعتراف به اقدامات خود کردند و آنها مرا به مجازات اعدام محکوم کردند.
اکنون او تا زمان مجازات اعدام، در زندان به سر می‌برد.

#### دین‌گرایان
اساساً اقلیت‌های دینی و غیر دینی در حکومت جمهوری اسلامی سرکوب می‌شوند. خداناباوران، دین‌ناباوران، بهائیان، یارسانی‌ها، مندائیان، سیک‌های ایران، رائلیان و همهٔ مسلمانانی که به کیشِ دیگری بگروند (نوکیشان اسلام‌ناباور)، فاقدِ هرگونه حقوقِ شهروندی، قانونی و بشری هستند و به‌شدت، سرکوب می‌شوند.

##### یارسانی‌ها
حقوق انسانی یارسانی‌ها نیز به دلیل غیر کتابی بودن، به شدت، نقض می‌شود به طوری که برخی از آن‌ها خودسوزی کردند.

##### بابیان
بابیان نیز مانند بهائیان و دیگر اقلیت‌های دیگر در جمهوری اسلامی، از حقوق انسانی محرومند.

##### بهائیان
«یک بهائی، پر از اضطراب، دارد زندگی می‌کند. هیچ بهائی نمی‌تواند فکر کند که حتی برای متوفیانش سنگ قبرِ درست و حسابی بگذارد؛ تمام اماکن مقدسی که برای بهائیان وجود داشته، با خاک، یکسان شده. اموال بهائیان، غصب می‌شود به عنوان بیت‌المال؛ در سال‌های اولیهٔ انقلاب، ۲۰۰ نفر بهائی، تنها به خاطر بهائی بودن، کشته شدند. در سال[های] اخیر، دوباره، بهائی‌ها را زندانی می‌کنند».
شبنم طلوعی

مونا محمودنژاد یکی از بهائیانی بود که پس از انقلاب ۱۳۵۷، در هفده سالگی در ایران، اعدام شد. ده‌ها زن بهائی نیز با او اعدام شدند.

در دورهٔ نظام جمهوری اسلامی ایران، بیش از ۲۰۰ (دویست) بهائی، کشته شده‌اند.

بهائیان در جمهوری اسلامی، از حقوق شهروندی و انسانی، محروم بوده و سرکوب می‌شوند. آن‌ها معمولاً به دو شیوه، کشته می‌شوند، یا به حکم دادگاه انقلاب یا به دست مأموران حکومتی (بدون صدور حکم دادگاه).
حکومت ایران آیین بهائیت را به عنوان انحراف از اسلام و ارتداد می‌داند و برخلاف ادیان مسیحیت، یهود و زرتشتی، آن را به رسمیت نمی‌شناسد. بهایی‌ها در ایران نمی‌توانند آزادانه و بدون مزاحمت اعمال مذهبی خود را در محیط‌های عمومی انجام دهند.
بیشتر مسلمانان جهان، ادیان پسااسلامی را به عنوان ادیان رسمی نمی‌شناسند؛ بلکه پیروان چنین ادیانی را کافر و نجس و مهدور الدم می‌دانند. بهائیت یک دین پسااسلامی است. حکومت جمهوری اسلامی، متهم به کشتار جمعی و «نسل‌کشی سیستماتیک» اقلیت‌های مذهبی همانند بهائیان است.
فتوای سید علی خامنه‌ای، رهبر جمهوری اسلامی ایران دربارهٔ شیوه معاشرت با بهائیان در ۲۵ اردیبهشت ۱۳۹۵ گفت: «همه پیروان فرقه گمراه بهائیت محکوم به نجاست هستند و در صورت تماس آنها با چیزی، مراعات مسائل طهارت در رابطه با آنها، نسبت به اموری که مشروط به طهارت است، واجب است.»
به گفته مایک پمپئو وزیر امورخارجه ایالات متحده آمریکا: «در ایران نه تنها اقلیت‌های دینی، بلکه هرکس از آن‌ها حمایت کند تحت تعقیب قرار می‌گیرد»
بنابر مسئله تئوری‌های توطئه در ایران اعتقاد به توطئه پیروان دین بهائیت بر پایه سندی جعلی منسوب به شاهزاده دیمیتری دلگروکف (معروف به کینیاز دالگورکی)، سفیر کبیر روسیه در ایران در سال‌هایی ۱۲۷۰–۱۲۶۳ است. این سند مدّعی است شاهزاده بابیت و بهائیت را صرفاً به منظور تضعیف تشیع و به‌طور کلی تضعیف ایران به وجود آورده‌است. این سند در تهران در اواخر دهه ۳۰ میلادی پخش شد و از آن به بعد در مباحثات مسلمانان به‌طور وسیعی برای اثبات اینکه بهائیان توسط روس‌ها، و بعد انگلیس‌ها یا آمریکایی‌ها یا هر دو کنترل می‌شدند استفاده می‌شد. علاوه بر این، از آنجایی که دفتر مرکزی این آئین در شهر حیفا در اسرائیل قرار گرفته‌است، آئین بهایی توسط برخی، یک سازمان صهیونیستی در نظر گرفته می‌شود تا یک مذهب. برخی نویسندگان حتی آن را با فراماسونری و بنیادگرایی اسلامی مرتبط دانسته‌اند. بهاییان به علاوه متهم به حمایت مالی از انقلاب اسلامی ۱۳۵۷ ایران هستند.
کمیسیون آمریکایی آزادی بین‌المللی مذهبی، روز ۹ بهمن ۱۳۹۸ طی بیانیه‌ای اقدامات حکومت ایران علیه بهائیان را محکوم کرد. جمهوری اسلامی ایران، بهائیان را به رسمیت نمی‌شناسد و با آنها به انحای مختلف برخورد می‌کند.

###### سوزانده شدن برخی از بهائیان
در راستای بهائی‌ستیزی، برخی از بهائیان شهمیرزاد سمنان، در اوایل انقلاب ۱۳۵۷، سوزانده شدند.

##### صوفیان

###### نعمت‌اللهی سلطان‌علی‌شاهی (گنابادی)
آزادی مذهبی درویشان گنابادی از دوره ریاست جمهوری محمود احمدی‌نژاد در ایران، مورد تهدید و آزار بیشتری قرار گرفت تا جایی که چند حسینیه این سلسله، در شهرهای گوناگون، ویران شد. همچنین بیش از ۳۰ تن از کارکنان خبرگزاری تارنمای مجذوبان نور (وابسته به سلسله نعمت‌اللهی گنابادی) بازداشت و زندانی شدند.
گسترده‌ترین سرکوب مذهبی در جمهوری اسلامی هم در رابطه با درویشان در خیابان پاسداران تهران رخ داد. این درگیری‌ها و اعتراضات درویشان گنابادی منجر به اعدام یک نفر و کشته شدن ۶ نفر از هر دو طرف درگیر ماجرا شد. همچنین نورعلی تابنده پس از این حوادث در حصر خانگی قرار گرفت و پس از گذشت دو سال در حصر درگذشت.

##### پیروان کیش‌ها و مکتب‌های دیگر
سیک‌ها، شیطان‌پرستان، رائلیان... و نیز همهٔ مسلمانانی که به کیش دیگری بگرَوند (نوکیشان)، به‌مانند دین‌ناباوران و بهائیان و بابیان (بیانی‌ها) و یارسانی‌ها، فاقد هر گونه حقوق شهروندی، قانونی و بشری هستند و به‌شدت، سرکوب می‌شوند.

## اقلیت‌های قومی و زبانی

### آذربایجانی‌ها
آذربایجانی‌ها همواره نسبت به مسالی مانند: از جمله عدم تدریس به زبان ترکی به جای زبان رسمی، آزار و اذیت فعالان مدنی آذربایجانی، و اختلاف در خصوص نام‌های جغرافیایی مشترک با کردها یا ارمنی‌ها اعتراض داشته‌اند. در اردیبهشت ۱۳۸۶ تظاهرات گسترده‌ای در شهرهای ترک‌نشین ایران در اعتراض به کاریکاتور روزنامه ایران برگزارشد که منجر به دستگیری ۳۰۰ نفر و کشته شدن ۴ نفر از تظاهرات کنندگان شد. مقامات حکومت ایران عوامل این تظاهرات را به اسرائیل مربوط دانستند. عباس بنایی کاظمی به جرم شرکت در این تظاهرات به ۱۶ ماه زندان محکوم شد.

### کردها
از ابتدای تشکیل جمهوری اسلامی بین گروه‌های کرد و مقامات جمهوری اسلامی بر سر مسئله خودمختاری کردستان همواره منازعاتی وجود داشته‌است؛ که در این بین برخوردهای شدید در مناطق کردنشین از سوی دولت با معارضان کرد اعم از گروه‌های تجزیه طلب یا خواهان خودمختار یو یا گروه‌های فرهنگی کرد درگرفته‌است.
بر پایهٔ گزارش‌های حقوق بشری، تنها در سال ۱۳۹۸ خورشیدی، ۱٫۷۴۷ مورد نقض حقوق توسط نظام جمهوری اسلامی ایران در کردستان انجام شده‌است.
در مارس ۲۰۰۶ درگیری کردها با نیروی انتظامی به کشته شدن سه نفر و دستگیری ۲۵۰ نفر منجر شد. درگیری‌هایی نیز در ژوئن ۲۰۰۵ اتفاق افتاد، و تظاهرات و اعتصاباتی در ژوئیه و اوت ۲۰۰۵ به دنبال کشته شدن یکی از فعالان کرد به دست نیروهای امنیتی رخ داد. به گفته دیده‌بان حقوق بشر و منابع دیگر، نیروهای امنیتی حداقل ۱۷ نفر را کشتند و تعداد زیاد دیگری را دستگیر کردند.

### عرب‌ها
سرکوب ایرانیان عرب در نظام جمهوری اسلامی ایران، پیشینه دارد.
- اختلاف بین دولت ایران و گروه‌های قومیت گرای عرب زبان در خوزستان به اول انقلاب و حمایت برخی از این گروه‌ها از اندیشه‌های رایج دران زمان یعنی ایدئولوژی بعث بر می‌گردد که منجر به برخورد نظامی تیمسار مدنی فرمانده وقت نیروی دریای با این گروه‌ها و پایان غائله خلق عرب شد.
- پس از ۳ انفجار در سال‌های ۱۳۸۴ و ۱۳۸۵ دراستان خوزستان ایران، دادگاه انقلاب با صدور حکمی، اعدام ۱۱ نفر از افراد عرب را در رابطه با بمب‌گذاری‌ها اعلام داشت. دولت نیروها و دولت‌های خارجی را مسئول این خشونت‌ها دانست. برخی از فعالان حقوق بشر اعلام کرده‌اند که متهمان انفجارها محاکمه منصفانه‌ای نداشتند.[۱۰۶]
- بنیامین آلبوغبیش در ۲۶ مه ۲۰۱۹ به همراه برادرش برای بار سوم توسط اداره اطلاعات بازداشت شدند که بنیامین را به بازداشتگاه اداره اطلاعات اهواز منتقل کردند و در ۲۶ ژوئن ۲۰۱۹ خبر مرگ او را به خانواده‌اش اطلاع دادند.[۱۰۷]
به‌دنبال مرگ بنیامین در روز شنبه ۲۹ ژوئن ۲۰۱۹ سازمان عفو بین‌الملل خواستار تحقیق مؤثر و بی‌طرفانه دربارهٔ مرگ مشکوک یک زندانی اهوازی به نام بنیامین آلبوغبیش شد و در بیانیه‌ای گفت: «مقام‌های ایران سابقه وحشتناکی در شکنجه بازداشت شدگان و اعمال رفتارهای بی‌رحمانه، غیرانسانی و تحقیرآمیز اغلب به منظور گرفتن اعترافات اجباری دارند.»[۱۰۸][۱۰۹][۱۱۰]

### بلوچ‌ها
بیش از ۱۰۰٫۰۰۰ (صد هزار) تن از مردم سیستان و بلوچستان، دارای هویت و شناسنامه نیستند.

### کشتار کولبرها و سوخت‌بَرها
سالانه ده‌ها شهروند ایرانی (بلوچ و غیر بلوچ) سوخت‌بَر (و کولبر) در استان‌های سیستان و بلوچستان، کرمان و هرمزگان (و کردستان)... بر اثر تیراندازی مأموران، کشته می‌شوند.

## اقلیت‌های جنسی
آمار دقیقی از تعداد اعدام‌شدگان انسان‌های همجنس‌گرا پس از پیروزی انقلاب ۱۳۵۷ در ایران، در دست نیست؛ ولی فعالان حقوق بشر، معتقدند که بیش از ۴۰۰۰ (چهار هزار) مرد و زن همجنس‌گرا، از زمان انقلاب ۱۳۵۷ تا کنون در ایران اعدام شده‌اند.

### همجنس‌گرایان مرد
قوانین ایران، مردانی را که برای اولین بار، مرتکب اعمال جنسی همجنس‌گرایانه شده باشند× در صورتی که عمل دخول، صورت گرفته باشد، به مجازات‌های مختلف، از جمله، اعدام محکوم می‌کند. در مواردی که عمل دخول، واقع نشده باشد، کیفرش ۱۰۰ ضربه شلاق است. بر اساس قوانین جزایی ایران، برای اثبات لواط، نیاز به چهار بار تکرارِ اعتراف شخص، یا شهادت چهار شاهد مردِ عادل است؛ ولی قضات می‌توانند شواهد مبتنی بر قرائن را نیز بپذیرند.

### همجنس‌گرایان زن
زنانی که برای چهارمین بار، مرتکب اعمال همجنس‌گرایانه (مساحقه) شوند، به مرگ محکوم می‌شوند.

## تبعیض‌ها بر ضد اقلیت‌ها
ماده ۸۸۱ مکرر قانون مدنی چالش برانگیزترین قانون در ایران دربارهٔ اقلیت‌های دینی بود. این ماده که به مسئله ارث برمیگردد می‌گوید: «کافر از مسلم ارث نمی‌برد و اگر در بین ورثه متوفای کافر، مسلم باشد، وراثِ کافر ارث نمی‌برند؛ اگرچه از لحاظ طبقه و درجه مقدم بر مسلم باشند.» در دادگاه‌های ایران اقلیت‌های دینی، مشمول این ماده از قانون قرار می‌گیرند و در قضیه ارث جزو «کفار» محسوب می‌شوند. به گفته اسفندیار اختیاری این قانون راهی برای سوءاستفاده افراد سودجو است.
یوناتن بت کلیا نماینده آشوریان در مجلس در ۲۴ دی ۱۳۹۱ گفت: مشکلاتی که در سال ۱۳۸۲ رفع شد نابرابری دیه مسلمان و غیرمسلمان بود که بعد از استفتاء از مراجع تقلید و با حکم حکومتی علی خامنه‌ای، دیه مسلمان و غیرمسلمان برابر شد. در این ارتباط دولت لایحه داد سپس مراحل قانونی و مختلف آن در مجلس شورای اسلامی سپری شده و به مجمع تشخیص مصلحت نظام ارجاع داده شد که در نهایت با حکم حکومتی رهبری و با استفتاء مراجع تقلید این قانون اصلاح شد.
در قانون مجازات اسلامی برای مجازات قاتل اگر مقتول مسلمان باشد قصاص در نظر گرفته شده اما در همین قانون اگر مقتول از اقلیت‌های دینی (غیرمسلمان) باشد مجازات قاتل دیه است. از دیگر تفاوت‌ها و تبعیض‌های قانونی علیه شهروندان غیرمسلمان در ایران مسئله شهادت در دادگاه است که شهادت غیرمسلمانان علیه مسلمانان پذیرفته نمی‌شود.
مسئله عدم برابری دیه مسلمانان و غیرمسلمانان در ایران از دیگر تبعیض‌های قانونی بود که در مجلس ششم تغییر کرد. این مجلس برابری دیه مسلمان و غیرمسلمان را تصویب کرد، اما علی‌رغم رد این مصوبه از سوی شورای نگهبان و با اصرار مجلس بر مصوبه خود، مجمع تشخیص مصلحت نظام، مصوبه مجلس را مورد تأیید قرار داد.
تصرف موقوفه‌های شهروندان غیرمسلمان در ایران و تخریب مدارس آن‌ها و بی‌توجهی مسولان از دیگر مشکلات شهروندان غیرمسلمان ایرانی است. بعد از پیروزی انقلاب ۵۷ تا سال‌ها اقلیت‌های دینی از داشتن مدارس خود محروم بودند. نطق‌های پیش از دستور و مشروح مذاکرات مجلس حاکی از اعتراضات مکرر نماینده‌های آن‌ها در مجلس است. پس از بازگشایی این مدارس هم سپردن مدیریت مدارس به افراد مسلمان علی‌رغم اعتراض‌های اقلیت‌های دینی از دیگر مشکلات این دسته از ایرانیان بوده‌است. مسئله‌ای که پس از گذشت سال‌ها همچنان به‌طور کامل رفع نشده و برخی مدارس اقلیت‌های دینی با مدیرانی مسلمان اداره می‌شوند.
مجموعه این مسائل باعث شده‌است که به گفته روبرت بگلریان، نماینده ارمنی‌ها جنوب در دوره‌های هفتم، هشتم و نهم مجلس شورای اسلامی، مهم‌ترین چالش اقلیت‌های دینی در حال حاضر پدیده مهاجرت باشد. اسفندیار اختیاری هم گفته‌است که جامعه زرتشتیان امروز در ایران با چند مشکل رو برو است از جمله بیکاری جوانان که عامل اصلی مهاجرت آنان به کشورهای دیگر شده، نبودن امکان مالی مناسب برای برخی از خانواده‌ها و چند محدودیت قانونی که باید به آن‌ها نیز رسیدگی کند.

### نقض حق تحصیل و کار اقلیت‌ها
حکومت ایران تا سال ۱۳۸۳ داوطلبان کنکور سراسری را موظف می‌کرد تا اعتقادات مذهبی‌شان را اعلام کنند. در فرم مربوط به ثبت نام فقط گزینه‌های اسلام، یهود، مسیحیت و زرتشت قرار داده شده بود؛ در نتیجه افراد بهائی، فاقد صلاحیت برای تحصیل در دانشگاه‌ها بودند. پس از اینکه این شرط در سال ۱۳۸۳ منتفی شد، دانشجویان بهایی (و پیروان دیگر عقاید) توانستند در کنکور شرکت کنند اما آن‌ها در مراحل بعدی پذیرش و ثبت نام رد شدند تا اینکه در سال ۱۳۸۶ بیش از ۲۰۰ دانش‌آموز بهائی اجازه یافتند تا در دانشگاه‌های دولتی تحصیل کنند. در همان سال دو دانش آموز دیگر که به صورت شخصی به دفتر سازمان سنجش و آموزش کشور در تهران مراجعه و پرسش کرده بودند، به سازمان دیده‌بان حقوق بشر گزارش دادند که به روشنی معلوم بود که اعتقاد آن‌ها به آئین بهائیت دلیل عدم دسترسی به نتایج بود. یکی از این دانش‌آموزان گفت که یک مقام مسئول به وی گفته‌است آن‌ها دستورهایی از «مقامات بالا» داشته‌اند تا امتحانات دانش آموزان بهایی را مورد ارزیابی و سنجش قرار ندهند. دانش آموز دیگر گفت که یکی از مقامات سازمان سنجش آموزش کشور به وی پیشنهاد کرده‌است وی می‌تواند نتایجش را دریافت کند به شرط اینکه خانواده‌اش، اعتقاد به بهائیت را انکار کنند.

#### فتوای رهبران جمهوری اسلامی دربارهٔ نجاست، عقیده و تحصیل بهائیان
همه پیروان فرقه گمراه بهائیت محکوم به نجاست هستند و در صورت تماس آنها با چیزی، مراعات مسائل طهارت در رابطه با آنها، نسبت به اموری که مشروط به طهارت است، واجب است؛ ولی رفتار مدیران و معلمان و مربیان با دانش آموزان بهائی باید بر اساس مقررات قانونی و اخلاق اسلامی باشد.
سید علی خامنه‌ای، رهبر جمهوری اسلامی ایران، فتوا دربارهٔ نحوه معاشرت با بهائیان در ۲۵ اردیبهشت ۱۳۹۵

سید روح‌الله خمینی دربارهٔ بهائیان فتوا داد که این طائفه ضاله، کافر و نجس هستند و به حمام مسلمین نباید وارد شوند. پول قرض دادن به بهائیان و قرض گرفتن از آن‌ها اشکال دارد و باید از معامله با آن‌ها اجتناب شود.
در تابستان ۱۳۹۲ انتشار فتاوای سید علی خامنه‌ای دربارهٔ بهائیان نگرانی‌های آن‌ها را دربارهٔ برخورد حکومت با پیروان دین بهائیت بیشتر کرد. دفتر حفظ و نشر آثار خامنه‌ای در قسمت استفتائات، بخش احکام کافر نظر او دربارهٔ معاشرت و رابطه با پیروان دین بهائیت را منتشر کرده‌است. خامنه‌ای در این فتوا که به شکل استفتاء (پرسش و پاسخ) منتشر شده دیانت بهائیت را «فرقه گمراه»، نجس و «دشمن ایمان» مسلمانان خواند. خامنه‌ای در این اظهار نظر خود از مسلمانان خواست که از هرگونه ارتباط با بهائیان خودداری کنند. بهائیان در ایران فاقد امکان تحصیل در دانشگاه یا اشتغال در اداره‌های دولتی هستند و اجازه برگزاری علنی مناسک دینی خود را ندارند.

### زندانی کردن و شلاق زدن اقلیت‌ها
- در ۲۵ اردیبهشت ۱۳۸۷، ۶ نفر از گروه یاران که به امور جامعه بهائیان در ایران رسیدگی می‌کنند بازداشت شدند.[۱۲۲] این اتفاق در ادامه دستگیری مهوش ثابت یکی دیگر از یاران ایران (گروه جایگزین محفل ملی ایران پس از تعطیلی نظام اداری بهائی به دستور حکومت جمهوری اسلامی ایران)، در اسفند ماه ۱۳۸۶ صورت گرفت. کمیسیون بین‌المللی آزادی ادیان در ایالات متحده آمریکا این عمل جمهوری اسلامی ایران را محکوم کرد.[۱۲۳][۱۲۴] آمریکا، کانادا و اتحادیه اروپا این اقدام حکومت جمهوری اسلامی را محکوم کرده و خواستار توقف آزار بهائیان در ایران شدند.
- جمال‌الدین خانجانی و چند تن دیگر از سران بهائیت در ایران، به دلیل بهائی بودن، روی هم رفته، به ۱۴۰ سال حبس، محکوم شدند.[۱۲۵][۱۲۶][۱۲۷][۱۲۸][۱۲۹]
- پس از اعتراضات درویشان گنابادی در سال ۱۳۹۶ صدها درویش که شمار آنها نزدیک ۵۰۰ نفر برآورد می‌شود مجروح و روانه بیمارستان‌های مختلف در تهران شدند.[۱۳۰] در بین بازداشت شدگان یک زن باردار به اسم لیلی نایب زاده،[۱۳۱] ۶۰ زن درویش دیگر از جمله شکوفه یداللهی و نازیلا نوری و افراد سرشناسی مانند کسری نوری و مصطفی عبدی که قبلاً نیز چندین سال در زندان سپری کرده بودند دیده می‌شد. همچنین برخی از این افراد به‌صورت خانوادگی در این حوادث دستگیر و زندانی شدند.
- اواخر مهرماه ۱۳۹۷ به‌دنبال بازداشت گسترده بهائیان در شهرهای مختلف ایران، سازمان دیدبان حقوق بشر طی گزارشی در مورد آزار و اذیت و بازداشت بهائیان در ایران نوشت که روند دستگیری پیروان آئین بهائیت در جمهوری اسلامی ایران رو به افزایش است و طی دو ماه بیش از ۲۰ نفر از شهروندان بهایی در شهرهای اصفهان، شیراز و کرج دستگیر شده‌اند. چهارشنبه ۲۱ آذر ۱۳۹۷ مجلس نمایندگان آمریکا در قطعنامه جدیدی نسبت به سرکوب اقلیت بهایی توسط جمهوری اسلامی ایران انتقاد کرده‌است.[۱۳۲]
- در تاریخ ۱۷ خرداد ۱۳۹۶ سرهنگ رستمی دبیر قرارگاه امر به معروف و نهی از منکر سپاه پاسداران سپیدان استان فارس از دستگیری ۹۰ دختر و پسر جوان خبر داد؛ او گفت که این افراد در قالب تور مختلط تفریحی وگردشگری در ارتفاعات روستای اردشیری سپیدان مشغول به تفریح بودند که بسیجیان قرارگاه یادشده با گرفتن مجوزهای قانونی با هماهنگی نیروی انتظامی به منطقه مذکور رفته و این دخترها و پسرها را که در آب مشغول تفریح و آب‌بازی بودند بازداشت کردند.
- در ماه‌های قبل هم در بعضی از استان‌های کشور خبرهایی بود مبنی بر اینکه فرماندهان انتظامی به باغ‌ها برای جستجوی جشن‌های مختلط سرکشی می‌کردند و به همین دلیل دستگیری مردم با دستاویز شرکت در این‌گونه جشن‌ها افزایش یافته بود؛ که در برخی موارد شرکت کنندگان در این جشن‌ها به شلاق محکوم می‌شدند که موجب عکس‌العمل‌هایی شده بود از جمله در خرداد ماه قبل اجرای ضربه شلاق در مورد ۳۵ نفر از دانشجویان به همین دلیل اجرا شد که انتقادات و اعتراضاتی را در پی داشت.
- کمیساریای حقوق بشر سازمان ملل این کار دولت ایران را محکوم و اقدامی «انزجار برانگیز» خواند و در بخشی دیگر از بیانه خود اضافه نمود که «به‌کارگیری این روش مجازات بی‌رحمانه، غیرانسانی و تحقیرآمیز که می‌تواند مصداق شکنجه تلقی شود از سوی نهادهای مسئول در ایران مطلقاً نامتناسب و شنیع است.»[۱۳۳]
- چهار فعال مدنی کرد به نام‌های «سمکو معروفی»، «شاهو خضری»، «هومن فیضی» و «ژاکا اسماعیل‌پور» که پیشتر از سوی دادگاه کیفری بوکان به ۴۳ ماه زندان محکوم شده بودند، در تاریخ ۹ و ۱۴ بهمن ۱۳۹۸ به زندان بوکان منتقل شدند.[۱۳۴]
- ۲۱ بهمن ۱۳۹۸ محمد نجفی وکیل دادگستری و فعال حقوق بشر زندانی در زندان اراک، به ۶ ماه زندان بخاطر سخنرانی طی مراسمی در سال ۱۳۹۵ در منزل گوهر عشقی، مادر ستار بهشتی محکوم شد. پیش‌تر از این وی در تاریخ ۲ تیر ۱۳۹۸ به اتهام «نشر اکاذیب به قصد تشویش اذهان عمومی» به تحمل دو سال زندان و پرداخت ۴۰ میلیون ریال جریمه نقدی محکوم شد.[۱۳۵]
- شنبه ۳ اسفند ۱۳۹۸ هادی حکیم شفایی، زندانی سیاسی سابق و عضو سابق شورای مرکزی حزب کارگزاران خراسان شمالی به جرم «بیان واژه انتصابات به جای انتخابات، تشویق مردم به مقاومت در برابر نظام و عدم سکوت و دعوت از مردم جهت حضور در مراسم چهلم جان باختگان اعتراضات آبان ماه» به ۲ سال حبس و ۴۰ میلیون ریال جزای نقدی محکوم شد.[۱۳۶]
- روز یکشنبه ۴ اسفند ۱۳۹۸ علی عزیزی، فعال مدنی اهل ارومیه، آذربایجان توسط مأموران امنیتی که بدون حکم به خانه پدری ایشان مراجعه کرده بودند، بازداشت و به نقطه نامعلومی برده شد. در ابتدا پدر و مادر ایشان اجازه ورود به مأموران امنیتی را نداده بودند ولی مأموران تعدادشان زیاد بود و آنها کاری از دستشان برنیامد. وی قبل از این یکبار دیگر در اعتراضات آبان‌ماه در محل کارش بازداشت و در ۲ آذر به قید ضمانت و دادن وثیقه به‌طور موقت آزاد شده بود.[۱۳۷]
- ۴ اسفند ۱۳۹۸ حکیمه احمدی، زندانی محبوس در بند زنان زندان مراغه به ۲ سال زندان به اتهام «تبلیغ علیه نظام» و «اقدام علیه امنیت ملی» محکوم شد. وی در تاریخ ۲۶ مهر سال ۱۳۹۷ از سوی نیروهای امنیتی در شهر مرند بازداشت و به دلیل عدم توانایی مالی در تودیع وثیقه کماکان در بازداشت به سر می‌برد.[۱۳۸] همچنین یونس قلی‌زاده، شهروند ساکن تبریز به ۶ ماه زندان به اتهام «فعالیت تبلیغی علیه نظام جمهوری اسلامی» و «اقدام علیه امنیت ملی» محکوم شد.[۱۳۹]
- ۲۱ اسفند ۱۳۹۸ زهره سرو و سینا منیرزاده، دو زندانی سیاسی به اتهاماتی از جمله «توهین به رهبری در فضای مجازی» هر یک به تحمل ۳ سال زندان تعزیری و به عنوان مجازات تکمیلی هر کدام به چهار ماه فعالیت مؤثر در بسیج و مطالعه تفسیر سوره حجرات محکوم شدند.[۱۴۰]
- ۲۴ اسفند ۱۳۹۸ هفت فعال مدنی به نام‌های شیما بابایی، سعید اقبالی، بهنام موسیوند، شقایق محکی، مژگان لعلی، سعید سیفی‌جهان و داریوش زند به اتهام «اجتماع و تبانی به قصد اقدام علیه امنیت کشور» به ۵ سال زندان تعزیری و از طرف دیگر به اتهام «فعالیت تبلیغی علیه نظام» به یک سال زندان تعزیری محکوم شدند که در مجموع ۴۲ سال را شامل می‌شود.[۱۴۱]
- یکی از هواداران عرفان حلقه به نام امیرحسین میرخلیلی که در زندان اوین زندانی می‌باشد در ۵ اسفند ۱۳۹۸ به تحمل ۱۳ سال حبس تعزیری و ۷۴ ضربه شلاق محکوم شد.[۱۴۲]
- روز شنبه ۹ فروردین ۱۳۹۹ یک فعال مدنی به نام محمد داوری اهل دهدشت که در زندان عادل آباد شیراز زندانی است، به اتهام «عضویت در یکی از گروه‌های مخالف نظام» و «فعالیت تبلیغی علیه نظام» به ۸ سال و ۶ ماه زندان تعزیری محکوم شد.[۱۴۳]
- روز شنبه ۲۳ فروردین ۱۳۹۹ سعید سنگر زندانی سیاسی که به مدت ۲۰ سال در زندان ارومیه زندانی است، در پرونده جدیدی به ۱۵ سال زندان دیگر محکوم شده‌است. وی در تاریخ ۱۰ شهریور ۱۳۷۹بازداشت شد و در ابتدا به اعدام و سپس به حبس ابد و در نهایت در تاریخ ۳ دی ۱۳۹۵ به اتهام محاربه از طریق عضویت در سازمان مجاهدین خلق ایران به ۱۸ سال زندان محکوم شد و با اینکه حکمش به پایان رسیده بود ولی از آزادی او جلوگیری شد و در پرونده جدیدی که برای او تشکیل شد به ۱۵ سال دیگر حبس و زندان محکوم شده‌است.[۱۴۴][۱۴۵]
- دوشنبه ۱ اردیبهشت ۱۳۹۹ بنا بر گزارش خبرگزاری هرانا، کیوان صمیمی بهبهانی روزنامه‌نگار و از بازداشت شدگان روز جهانی کارگر در سال ۹۸ به ۵ سال زندان محکوم شد. وی در سال ۹۴ بعد از ۶ سال زندان آزاد شده بود.[۱۴۶][۱۴۷]
- روز پنج‌شنبه ۴ اردیبهشت ۱۳۹۹ فدراسیون بین‌المللی روزنامه‌نگاران، حکم ۵ سال زندان برای کیوان صمیمی روزنامه‌نگار ایرانی را محکوم کرد. این فدراسیون از دولت جمهوری اسلامی خواست که این حکم را که بدون حضور وی در دادگاه صادر شده را لغو کند.[۱۴۸]
- شنبه ۶ اردیبهشت ۱۳۹۹ محمد پارسی وبلاگ‌نویس و فعال سیاسی به اتهام «اجتماع و تبانی علیه امنیت ملی از طریق برگزاری جلسات» و «فعالیت تبلیغی علیه نظام» به ۳ سال حبس محکوم شد.[۱۴۹]
- ۱۳ اردیبهشت ۱۳۹۹ بنا بر گفته رادیو فردا، دو دانشجوی دانشگاه تهران، مصطفی هاشمی‌زاده به ۶ سال زندان و ۷۴ ضربه شلاق، و امیرمحمد شریفی به ۳ ماه زندان به دلیل شرکت در تجمع دی ماه ۱۳۹۸ در اعتراض به سرنگونی هواپیمای اوکراین محکوم شدند.[۱۵۰]
- ناصر فهیمی، کنشگری که به دلیل مسائل عقیدتی-سیاسی، زندانی شد.[۱۵۱]

### اعدام

#### اهل سنت
- چهارشنبه ۸ آذر ۱۴۰۲ زندانی کرد اهل سنت، ایوب کریمی به همراه شش زندانی دیگر که هویت‌ آنها مشخص نیست در زندان قزل‌حصار اعدام شدند. ایوب کریمی از ۱۴ سال پیش در زندان بود و  از ۳۰ آبان به انفرادی برده شده بود. او را بدون دادرسی عادلانه و گرفتن اعتراف اجباری زیر شکنجه به اعدام محکوم کردند.[۱۵۲][۱۵۳]
- سه‌شنبه ۳ بهمن ۱۴۰۲ فرهاد سلیمی، روحانی کرد اهل تسنن بعد از ۱۴ سال زندان و حبس به اتهام قتل عبدالرحیم تینا امام جمعه خامنه‌ای، «اقدام علیه امنیت ملی»، «تبلیغ علیه نظام»، «عضویت در گروه‌های سلفی» و «افساد فی‌الأرض» در زندان قزلحصار کرج اعدام شد.[۱۵۴][۱۵۵]

- ۱۹ فروردین ۱۴۰۴ پنج زندانی سیاسی -عقیدتی اهل سنت به نام‌های فرهاد شاکری، عبدالرحمن گرگیج، عبدالحمید عظیم گرگیج، مالک فدایی‌نسب و تاج‌محمد خرمالی به اتهام بغی در زندان وکیل آباد مشهد اعدام شدند. این زندانیان در دی ۱۴۰۳ در نامه‌ای به سازمان ملل و نهادهای حقوق بشری از شکنجه‌های وحشیانه برای گرفتن اعتراف اجباری از آنان پرده برداشتند.[۱۵۶][۱۵۷]

#### تحقیر، شکنجه، حبس و اعدام همجنس‌گرایان

وضعیت حقوقی همجنس‌گرایی در جهان
همجنسگرایی مجاز اما قانون خاصی برای آن تدوین نشده
قانونی
ازدواج همجنس‌گرایان مجاز است
گونه‌های دیگری از زندگی مشترک
غیرقانونی
کیفر سبک
کیفر سنگین
حبس ابد
مجازات مرگ

در ایران به دلیل فضای اجتماعی بسته، همجنس‌گرایان را تحت تحقیر و فشارهای روانی قرار می‌دهند. آنها را بیمار و ناهنجار می‌دانند، همچنین به آنان توهین می‌شود. رها بحرینی در سال ۲۰۱۳ در مصاحبه‌ای گفت، سالیانه صدها همجنس‌گرا به دلیل آسیب‌دیدگی به کشورهای دیگر پناهنده می‌شوند.
درحال حاضر تنها در عربستان سعودی، ایران، سودان، یمن، موریتانی، بخش‌هایی از سومالی و بخش‌هایی از نیجریه مجازات سنگینی تا حد اعدام را درپی دارد.

در ایران بوسیدن و لمس کردن با حس شهوت جرم حساب می‌آید؛ محمد مصطفایی می‌گوید: 
در ماده  ۲۳۷ قانون مجازات اسلامی آمده‌است که همجنس‌گرایی انسان مذکر در غیر از لواط و تفخیذ از قبیل تقبیل [بوسیدن] و ملامسه [لمس کردن] از روی شهوت، موجب ۳۱ تا ۷۴ ضربه شلاق تعزیری درجه شش است. طبق تبصره این ماده، حکم این ماده در مورد انسان مؤنث نیز جاری است
همچنین در تعریف لواط ادامه گفت:
بر اساس ماده ۲۳۳ لواط عبارت از دخول اندام تناسلی مرد به اندازه ختنه‌گاه در دبر انسان مذکر است. لواط بر اساس قانون در زمره حدود قرار دارد و حد لواط برای فاعل، در صورت عنف، اکراه یا دارا بودن شرایط احصان، اعدام و در غیر این صورت صد ضربه شلاق است. حد لواط برای مفعول در هر صورت (وجود یا عدم احصان) اعدام است. بر اساس ماده ۲۳۵ همین قانون تفخیذ، عبارت از قرار دادن اندام تناسلی مرد بین ران‌ها یا نشیمنگاه انسان مذکر است. این جرم هم از جمله جرائم حدی است که مجازات آن صد ضربه شلاق است
در ۲۲ آبان ۱۳۸۴ روزنامه کیهان از اعدام دو مرد در میدان باهنر شهر گرگان در «ملاء عام» خبر داد و جرم آن‌ها را لواط عنوان کرد. اعدام همجنس‌گرایان در ملأ عام به‌خودی‌خود نوعی آبروریزی و تحقیر آنان است.
هرساله در ۱۷ مه هزاران همجنس‌گرا در کشورهای جهان علیه همجنس‌گراستیزی و همجنس‌گراهراسی جشن می‌گیرند. همجنس‌گراستیزان آنها با القابی که بار توهین‌آمیز دارند مثل «بیمار روانی»، «همجنس‌باز»، «نجس»، «غیرطبیعی»، «بچه‌باز»، «نابهنجار» جلوه می‌دهند که این القاب بسیار حساسیت‌برانگیز اند.

##### اعدام کودکان همجنس‌گرا در ملأ عام
از دیگر اعدام‌های جنجال‌برانگیز در رابطه با همجنس‌گرایان کودک (زیر ۱۸ سال)، می‌توان به اعدام محمود عسگری و عیاض مرهونی به اتهام لواط در مشهد اشاره داشت.

#### شکنجه، حبس، اعدام و ناپدید شدن دین‌ناباوران و نوکیشان
تا کنون افراد بسیاری در ایران به‌دلیل بی‌دین بودن، نوکیش (مرتد) شدن یا صرفاً به دلیل متهم شدن به توهین به دین، به زندان رفته، شکنجه شده یا اعدام شده‌اند؛ از جمله:
- علی دشتی توسط نظام جمهوری اسلامی ایران به دلیل نوشتن کتاب ۲۳ سال، شکنجه شد و به اعدام، محکوم شد.[۱۶۶]
- حبیب‌الله آشوری، دانش‌آموخته حوزوی که به اتهام ارتداد و انتشار کتاب «توحید» و نیز مخالفت با حکومت جمهوری اسلامی، اعدام شد.[۱۶۷][۱۶۸]
- محسن امیراصلانی زنجانی، روان‌شناسی که به دلیل ایجاد طریقه و نیز خرافی دانستن زنده ماندن یونس در شکم ماهی، اعدام شد.[۱۶۹]
- گلرخ ایرایی، فعال مدنی و فعال حقوق بشر، به اتهام توهین به مقدسات (نوشتن داستانی ناتمام بر ضد سنگسار) و تبلیغ بر ضد حکومت جمهوری اسلامی به شش سال حبس، محکوم شده‌است.[۱۷۰][۱۷۱]
- فرود فولادوند، هنرمند، مجری، و کنشگر سیاسی، به دست برخی از عوامل امنیتی جمهوری اسلامی در بیرون از ایران، ربوده و ناپدید شد.[۱۷۲][۱۷۳][۱۷۴]
- کیومرث مرزبان، نویسنده، طنزپرداز، فیلم‌ساز، فعال سیاسی و نیز زندانی عقیدتی و سیاسی در ۴ شهریور ۱۳۹۷ به دست مأموران سازمان اطلاعات سپاه پاسداران انقلاب اسلامی، دستگیر شد و به اتهام توهین به مقدسات (سب النبی و اهانت به دین اسلام؛ ۷ سال و شش ماه حبس)، فعالیت تبلیغی بر ضد نظام (یک سال و شش ماه حبس)، توهین به خمینی و خامنه‌ای (۳ سال حبس)، توهین به مسئولان سه قوهٔ نظام (۹ ماه حبس) و ارتباط با دولت (ایالات متحده آمریکا) و رسانه‌های متخاصم (از جمله، رادیو فردا، شبکهٔ تلویزیونی من و تو…؛ ۱۱ سال حبس)، به ۲۳ سال و ۹ ماه حبس و نیز ۲ سال ممنوعیت خروج از کشور، ۲ سال محروم از استفاده از شبکه‌های اجتماعی، ۲ سال محروم از فعالیت رسانه‌ای، محکوم شد. سرانجام، حکم وی به ۶ سال حبس، کاهش یافت.[۱۷۵][۱۷۶][۱۷۷][۱۷۸][۱۷۹][۱۸۰][۱۸۱][۱۸۲][۱۸۳][۱۸۴][۱۸۵][۱۸۶][۱۸۷][۱۸۸][۱۸۹][۱۹۰][۱۹۱][۱۹۲][۱۹۳][۱۹۴][۱۹۵]
- سهیل عربی وبلاگ نویس ایرانی، به اتهام اهانت به مقدسات اسلامی از طریق مدیریت صفحاتی در فیس بوک به اعدام محکوم شد.[۲۳][۱۹۶][۱۹۷]
- اقدام به ترور سلمان رشدی و برخی از مترجمان و ناشران کتابش: سلمان رشدی نویسنده بریتانیایی هندی‌تبار به اتهام توهین به مقدسات اسلامی از سوی سید روح‌الله خمینی به مرگ، محکوم شد[۱۹۸] که بعدها توسط سید علی خامنه‌ای، مورد تأکید قرار گرفت.[۱۹۹]

##### شرکت در مراسم دینی به عنوان کیفر
در دورهٔ حکومت جمهوری اسلامی، سابقهٔ محکومیت افراد به شرکت در مراسم دینی وجود داشته‌است. در آذر ۱۳۹۹، یک شاعر ایرانی به نام ابوالحسن کمالی، با شکایت سازمان اطلاعات سپاه پاسداران انقلاب اسلامی و با حکم دادگاه انقلاب یاسوج، به هفت ماه زندان در خانه با پابند الکترونیکی و شرکت در مراسم‌های مذهبی (با تأیید روحانی مسجد) محکوم شد. اتهامات وی، «توهین به مقدسات و نشر اکاذیب» بوده‌است.